# Kúpvirág
A kúpvirág (Rudbeckia) a fészkesvirágzatúak (Asterales) rendjébe és az őszirózsafélék (Asteraceae) családjába tartozó nemzetség.

## Előfordulásuk
A kúpvirágok nemzetsége az észak-amerikai kontinensről származik. Ezek a növények Kanada déli felétől, az egész Amerikai Egyesült Államokon keresztül, egészen Észak-Mexikóig őshonosak. A növénynemzetség különböző fajait kerti dísznövényként a világ számos tájára betelepítették.

## Rendszerezés
A nemzetségbe az alábbi 24 faj tartozik: 
- Rudbeckia sect. Dracopis - fajcsoport
  - Rudbeckia amplexicaulis Vahl
- Rudbeckia sect. Macrocline - fajcsoport
  - Rudbeckia alpicola Piper
  - Rudbeckia auriculata (Perdue) Kral
  - Rudbeckia californica A.Gray
  - Rudbeckia glaucescens Eastw.
  - Rudbeckia klamathensis P.B.Cox & Urbatsch
  - magas kúpvirág (Rudbeckia laciniata) L.
  - Rudbeckia maxima Nutt.
  - Rudbeckia mohrii A.Gray
  - Rudbeckia montana A.Gray
  - Rudbeckia nitida Nutt.
  - Rudbeckia occidentalis Nutt.
  - Rudbeckia scabrifolia L.E.Br.
  - Rudbeckia texana (Perdue) P.B.Cox & Urbatsch
- Rudbeckia sect. Rudbeckia - fajcsoport
  - Rudbeckia fulgida Aiton
  - Rudbeckia graminifolia (Torr. & A.Gray) C.L.Boynton & Beadle
  - Rudbeckia grandiflora (Sweet) C.C.Gmel. ex DC.
  - Rudbeckia heliopsidis Torr. & A.Gray
  - borzas kúpvirág (Rudbeckia hirta) L. - típusfaj
  - Rudbeckia missouriensis Engelm. ex C.L.Boynton & Beadle
  - Rudbeckia mollis Elliott
  - Rudbeckia subtomentosa Pursh
  - Rudbeckia triloba L.
- Incertae sedis
  - Rudbeckia terranigrae J.J.N.Campb. & W.R.Seymour